# Fraisure

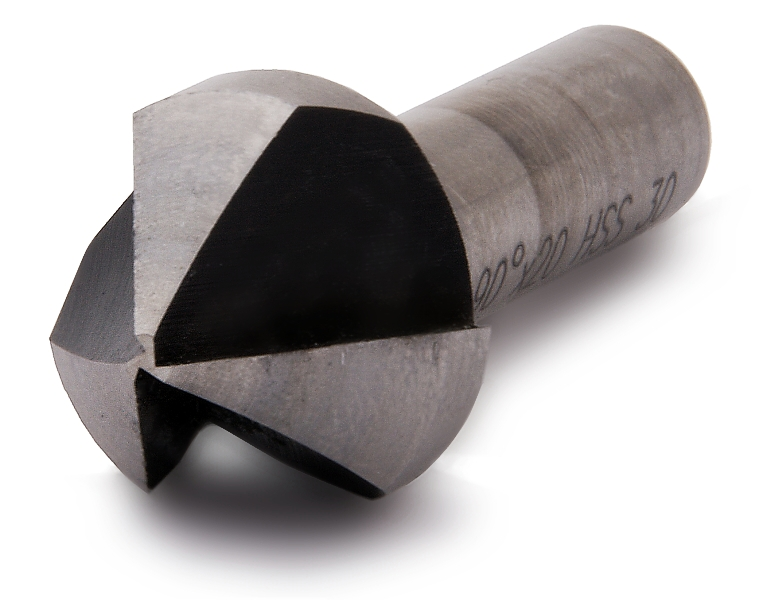
Fraise conique à 3 pans (pour le métal).

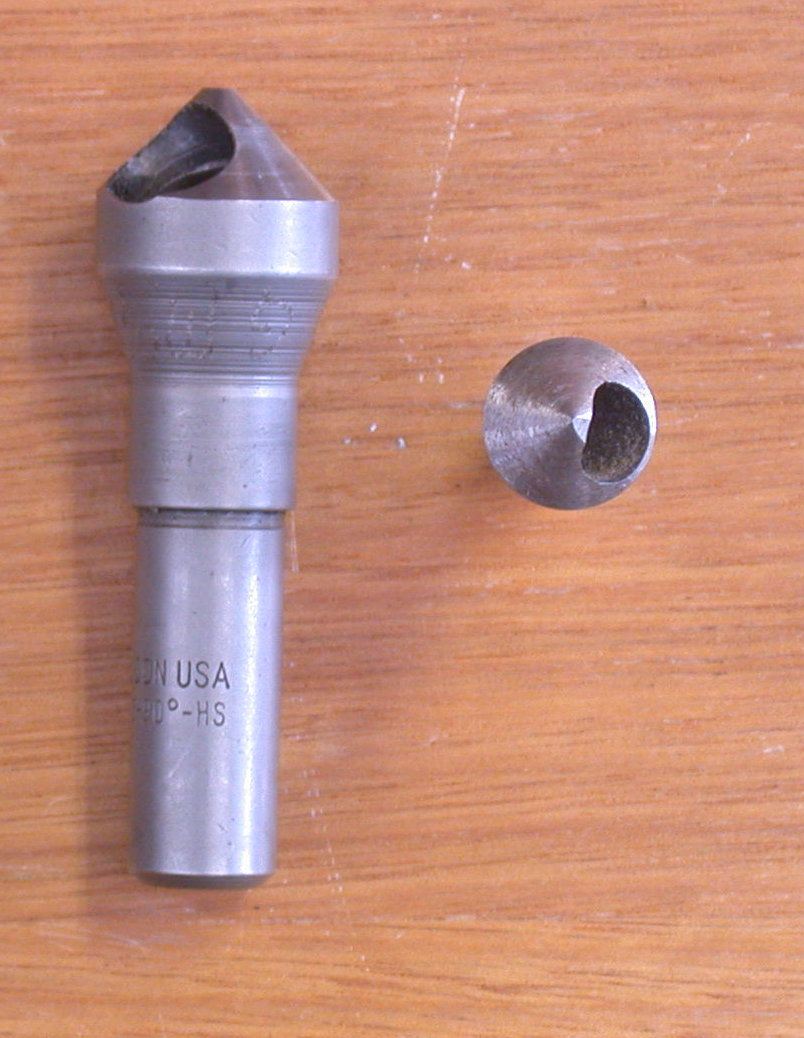
Autre modèle (pour le bois).

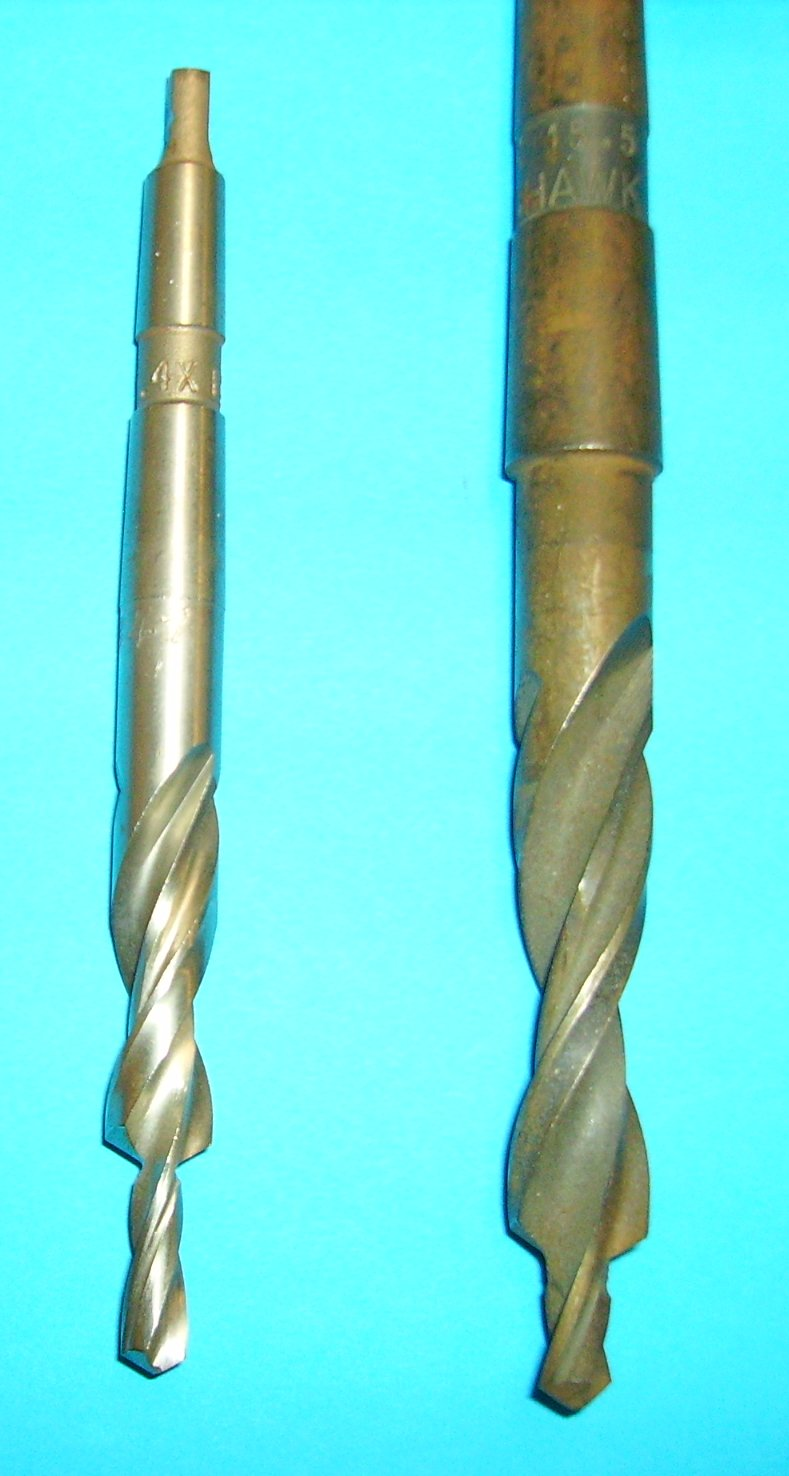
Forets étagés.

Une fraisure est un chanfrein réalisé sur l'arête débouchante d'un perçage et dont le but est d'abriter la tête d'une vis à tête fraisée (tête conique).
Cette opération, le fraisurage, est réalisé à l'aide d'une fraise :
- fraise pour logements de vis coniques ;
- fraise à lamer conique.

On peut aussi utiliser un foret étagé, qui permet de réaliser en une seule opération le trou de passage de la vis (trou lisse) et la fraisure. En 2022, dans le commerce parisien, les forets étagés compacts (de diamètre 2 à 40 mm par exemple) sont généralement d'angle 60°, les forets longs comme ceux des illustrations suivantes sont d'angle 120°. De nombreuses vis à tête fraisée le sont à angle de 90° : en cas de besoin, on peut improviser une fraise en meulant un foret métal classique. On meulera la tête du foret à l'angle 90° lorsque son diamètre vaudra celui de la tête de vis.
En général, l'angle entre la surface et l'axe du trou est de 90°.
Et l'angle est à 45° (angle de pointe de 90°).